# Musculus iliocostalis lumborum
De musculus iliocostalis lumborum vormt het onderste deel van de musculus iliocostalis, een van de diepe spieren van de rug. Het is een voortzetting van de musculus erector spinae. 
De spier ontspringt aan de dorsale zijde van de fascia thoracolumbaris, de processus spinosus van lendenwervel 5 tot borstwervel 11 (L5-T11), de ligamenta sacroiliaca dorsalia en het dorsale deel van de crista iliaca om zich vast te hechten aan de angulus costae van ribben 6-12.